# Krzyż Więźnia Politycznego
Krzyż Więźnia Politycznego – polskie odznaczenie niepaństwowe nadawane przez Stowarzyszenie Polskich b. Więźniów Politycznych.

## Zasady nadawania
Odznaczenie przyznawane jest osobom, które były więzione z przyczyn politycznych na terytorium Polski w latach 1939–1989.

## Opis
Odznaczenie ma kształt krzyża o wymiarach 44 x 51 mm z ramionami delikatnie rozszerzającymi się do zewnątrz. Krawędzie krzyża są pogrubione. Na awersie na poziomych ramionach krzyża znajdują się napisy WIĘZIEŃ (po lewej) oraz POLITYCZNY (po prawej), natomiast na pionowych ramionach 1939 (na górze) i 1989 (na dole). W środku krzyża znajduje się tarcza herbowa pokryta czerwoną emalią, otoczona obwódką stylizowaną na drut kolczasty, a na niej widnieje wizerunek polskiego orła w koronie wyrywającego się z krat więzienia. Na rewersie krzyża znajduje się skrót nazwy stowarzyszenia przyznającego odznaczenie, SPb (po lewej) i WP (po prawej), pośrodku krzyża zaś znak Polski Walczącej.
Krzyż zawieszony jest na wstążce utrzymanej głównie w kolorze ciemnoniebieskim, z podwójnym paskiem pośrodku w barwach flagi Polski. Do odznaczenia dołączana jest miniaturka o wymiarach 21 x 23 mm, mocowana na szpilkę.